# Kazimierz Bonawentura Nowakowski
Kazimierz Bonawentura Nowakowski (ur. 14 lipca 1879 w Inowrocławiu, zm. 26 kwietnia 1952 w Poznaniu) – polski lekarz chirurg, pułkownik lekarz Wojska Polskiego. 

## Życiorys
Był synem kupca Kazimierza i Anny z Perlińskich. Uczęszczał do gimnazjum w Inowrocławiu i pobliskim Chełmnie, a następnie studiował medycynę w Heidelbergu, Berlinie, Wrocławiu, Monachium oraz Lipsku, gdzie w 1906 uzyskał doktorat. W Poznaniu, Lipsku, Berlinie i Kolonii w latach 1905–1910 specjalizował się w chirurgii. Od 1910 w Poznaniu rozpoczął praktykę lekarską, a w latach 1914–1917 był chirurgiem niemieckich szpitali polowych. 
Jako naczelny chirurg szpitali fortecznych w randze majora, podpułkownika i pułkownika brał udział w powstaniu wielkopolskim. 
W latach 1918–1922 członek zarządu i współzałożyciel okręgu PCK, od 1912 do 1920 był sekretarzem, a później wiceprezesem Wydziału Lekarskiego Poznańskiego Towarzystwa Przyjaciół Nauk. Naczelny chirurg Szpitala Przemienienia Pańskiego w latach 1919–1923, a następnie do 1952 (z przerwą wojenną) ordynator oddziału chirurgicznego Szpitala Miejskiego w Poznaniu. Habilitował się w 1923, a od 1924 prowadził wykłady z chirurgii ogólnej na Uniwersytecie Poznańskim. Od 1924 do 1931 w Radzie Wydziałowej UP był pięciokrotnie delegatem docentów. Zweryfikowany w stopniu pułkownika ze starszeństwem z 1 czerwca 1919 roku w korpusie oficerów sanitarnych, w grupie lekarzy. W 1934 roku, jako oficer pospolitego ruszenia pozostawał na ewidencji Powiatowej Komendy Uzupełnień Poznań Miasto z przydziałem mobilizacyjnym do Kadry Zapasowej 4 Szpitala Okręgowego w Łodzi.
W czerwcu 1939 wysłano wniosek o mianowanie go profesorem tytularnym chirurgii i w 1945 otrzymał nominację. We wrześniu 1939 na polecenie władz wojskowych jako jedyny chirurg pozostał w szpitalu. Osadzony w Forcie VII za kontynuowanie działalności dydaktycznej we wrześniu i październiku 1939 oraz za udział w powstaniu wielkopolskim. Został zwolniony i od czerwca 1940 w Ostrowcu Świętokrzyskim, Skarżysku i Radomiu pracował w szpitalu, a następnie w filii Tajnego Uniwersytetu Ziem Zachodnich w Kielcach. Do Poznania powrócił w 1945 i w Szpitalu Miejskim podjął działalność chirurgiczną i dydaktyczną.
Uchodził za znakomitego chirurga praktyka o olbrzymim doświadczeniu klinicznym i wykształcił około dwudziestu wybitnych chirurgów. Zmarł 26 kwietnia 1952 w Poznaniu. Pochowany na Cmentarzu Junikowskim w Poznaniu (pole 6, kwatera 3-12). Jego osobę upamiętnia w Poznaniu Głaz Kazimierza Nowakowskiego.

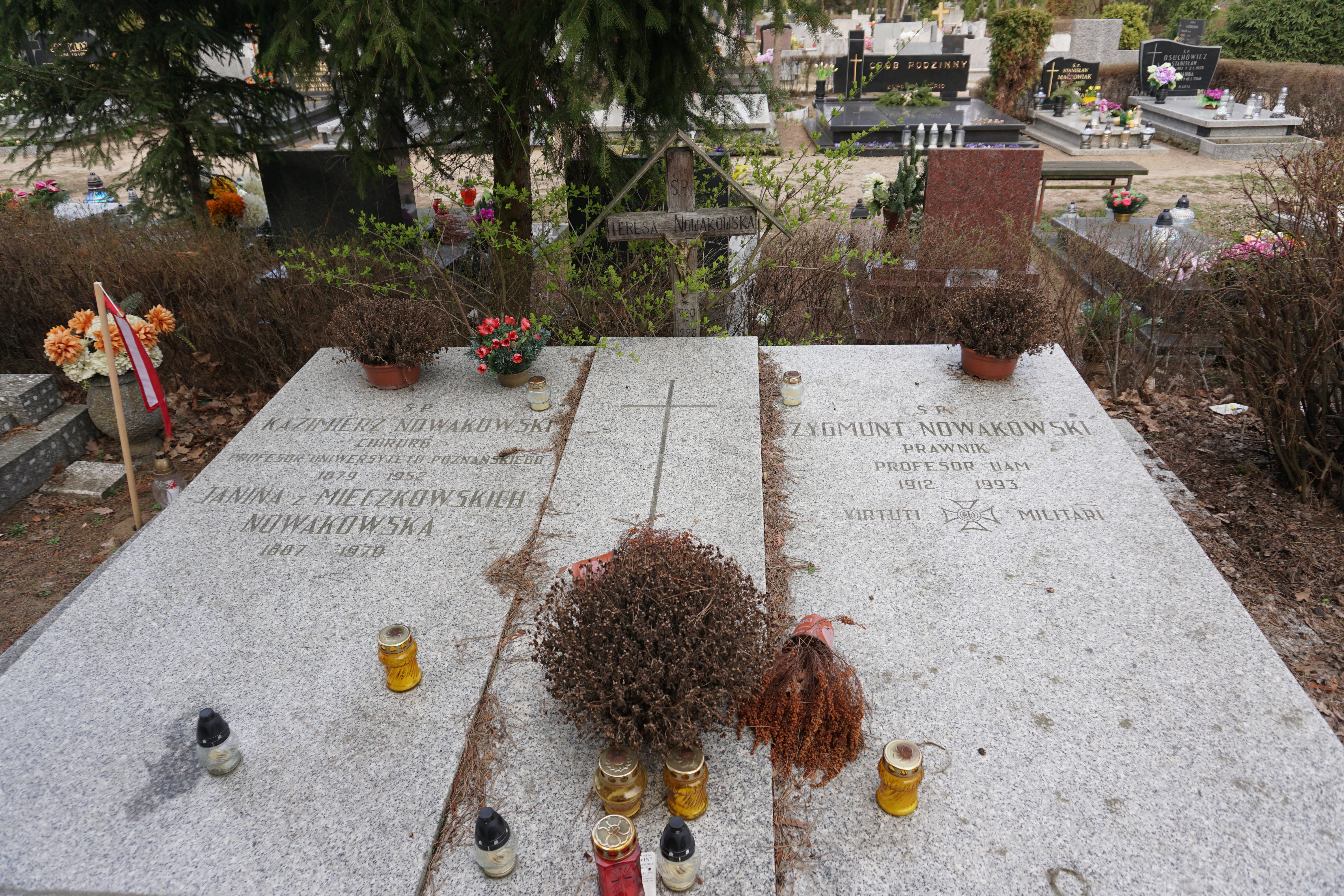
Grób prof. Zygmunta i Kazimierza Nowakowskich na Cmentarzu Junikowskim

11 stycznia 1910 roku poślubił Janinę Mieczkowską h. Bończa, córką Augusta, z którą miał pięciu synów: Jerzego, lekarza, Zygmunta, profesora prawa, oraz Michała, Kazimierza i Andrzeja, inżynierów.

## Ordery i odznaczenia
- Krzyż Walecznych[1]
- Złoty Krzyż Zasługi (22 grudnia 1928)[6][1]